# Aloe bargalensis
Aloe bargalensis é uma espécie de liliopsida do gênero Aloe, pertencente à família Asphodelaceae.